# Antoine Valedau
Antoine Louis Joseph Pascal Valedau est un collectionneur français né à Montpellier le 29 mars 1777, mort à Paris en son domicile, 6 , rue Basse-du-Rempart le 1er décembre 1836.

## Généalogie
Son père Marc-Antoine Valedeau, conseiller à la Cour des Comptes, Aides et Finances de Montpellier, sa mère dame Louise-Thérèse-Gabrielle-Victoire Margueril.
Il fut baptisé à  la cathédrale Saint-Pierre de Montpellier le 1er avril 1777, ayant pour parrain Jean-Antoine-Esprit Valedeau, son oncle, représenté par M. Joseph-François Margueril, et pour marraine dame Louise Cambacérès, veuve Ramond, son aïeule maternelle.

## Biographie
Nous devons regretter les contemporains de M. Valedau n'aient pas laissé quelques détails sur la vie de cet homme si distingué qui à une époque où l’École de David régentait l'art, sut éviter la contagion, et s'occupa de réunir une choix d’œuvres de premier ordre dans un genre tout opposé. L'histoire de la formation de cette galerie eut été bien intéressante à connaître. Ernest Michel, Catalogue du musée, 1879, p. XXI et XXII. Nous savons depuis, qu' Antoine Valedau n'a pu éviter de se procurer la "Vénus couchée" marbre de Lorenzo Bartolini, le sculpteur le plus réputé de l'époque et, comme Jean-Auguste-Dominique Ingres, ancien élève de David. 
Lié par sa mère à ses compatriotes Cambacérès, on ignore si cette parenté facilita sa carrière de fournisseur des armées de la République. Cette activité fit sa fortune et il devint agent de change. Sous le Consulat, il acheta le château de Bièvres dont il fut maire de 1820 à 1830. En 1822, il démissionna de sa charge d'agent de change qui fut reprise par un certain M. Brun.

## Iconographie
- Par Adèle Romany un portrait daté de 1809, exposé au Salon de 1810, déposé en 1910 au musée Fabre (INV. D. 10.2.1) par les Hospices de Montpellier[5]. Valedau assis tient une lettre qui lui est destinée.

## Inventaire après décès
Le 24 décembre 1836, Maître Eugène Preschez (étude LIX) , notaire à Paris, fit l'inventaire après décès des biens de Valedau, domicilié 4, rue Basse-du-Rempart,  à la requête de Charles Marchant Duplessis, rue Guénégaud, n° 8. Cote du Minutier central, Paris, Archives nationales: MC/RE/LIX/12.

## Legs à la ville de Montpellier
Par un testament du 11 février 1836 il lègue ses collections à la ville de Montpellier pour le musée Fabre
« Je donne et lègue au Musée fondé à Montpellier par la munificence et le soin de mon compatriote, M. Fabre, et qui porte son nom, tous les tableaux tant anciens que modernes, albums, dessins, gravures, statues, bustes, en marbre ou en bronze, vases, coupes, vases étrusques, figurines, et généralement tous les objets d'art, de quelque nature qu'ils soient et dont je n'aurais pas disposé, qui garnissent mon appartement de Paris ; seulement, si à l’époque de mon décès, mes quatre albums avaient été laissés à ma campagne, ils seront compris dans la présente donation. Je désire pouvoir ainsi m'associer aux vues bienfaisantes et généreuses du fondateur de ce Musée dans ma ville natale ».
Selon le catalogue du musée Fabre rédigé par Ernest Michel, le legs se compose de : 79 tableaux, 345 dessins et aquarelles, 55 gravures, 10 marbres, 11 bronzes et 18 objets d'art.

## Commentaire contemporain du don de 1836
« Le musée de Montpellier, fondé comme on le sait par M. Fabre, qui avait le grand tort de n'en pas laisser assez jouir le public, vient d'être augmenté d'une riche collection de plus de 80 tableaux, dont le plus grand nombre appartient à l'école flamande. La ville de Montpellier doit cette nouvelle richesse artistique à l'un de ses plus honorables citoyens, M. Valedau : c'est ainsi que les nobles exemples trouvent toujours de nobles imitateurs. On pourra apprécier l'importance et le mérite de la galerie Valedau, par la seule énumération des maîtres dont les œuvres y figurent : ce sont d'abord Greuze, Rubens, et Reynolds, le Louvre n'a pas même une seule toile de ce dernier artiste, qui fait honneur à l'Angleterre ; puis viennent Gérard Dow, Miéris, Terburg, pour de charmans tableaux d'intérieurs, Téniers, Van Ostade, Karel Dujardin, Jean Steen, pour les scènes champêtres, si grivoises, si folles, si animées, comme les peintres de cette école savent les faire ; à côté figurent des scènes pastorales de Berghem et de Paul Potter; plus loin, de délicieux paysages de Wouvermans, de Wynants, de Ruysdaël, d'Adrien Van-den-Velde, puis des marines de Guillaume Van-den-Velde et de Knyp.
L'école française n'est pas tout à fait oubliée dans la collection de Valedau, car on y retrouve un tableau de Mme Jacotot, d'après Girodet, et une page de ce grand peintre lui-même, représentant un sujet emprunté à la Divina Commedia du Dante.
Le don Valedau comprend plus encore: des bronzes de marbres, des vases grecs et quatre albums de dessins modernes, qui n'ont pu être livrés encore à l'impatience du public, et qui renferment un grand nombre d'aquarelles et de sépia précieuses. Nous citerons entre toutes, une brillante scène du moyen-Age, par Bonington  des dessins de Michallon, Gudin, E. Isabey Boissieu, Gérard, Girodet, etc. et enfin plusieurs charges spirituelles de Charlet. »

— Anonyme, Chronique, L’art en province, 1836-1837, p. 167 .

## Quelques œuvres données
Tableaux
- Jean-Baptiste Greuze, 9 tableaux, Le gâteau des rois, Le fils puni, etc.
- Jan Havicksz Steen, Le repos devant l'auberge, Inv. : 836.4.55; Comme les vieux chantent, les enfants piaillent, Inv. 836.4.56.
- Jacques François Joseph Swebach-Desfontaines, Une course dans les environs de Longchamps inv. 836.4.57.
- Nicolas Antoine Taunay, Le jeu de cartes, INV. 836.4.59.

Dessins
- Girodet, 1813, Michel-Ange soignant son domestique malade, INV. 836.4.102
- Girodet, Enée et ses compagnons abordant dans le Latium, INV. 836.4.255
- Girodet, Raphaël peignant, INV. 836.4.103
- Pierre-Paul Prud’hon, L'Amour et une fillette jouant avec un chat, INV. 836.4 104
- Henri Édouard Truchot, Cour intérieure de l'hôtel de Cluny, INV. 836.4.122.

Sculptures
- Lorenzo Bartolini, 1822 - 1830, Vénus couchée, INV. 836.4.95.

## Sources
- Journal des Débats, 22 mars 1822, p. 1.
- Bulletin des lois n° 282, 10 mai 1837, p. 399, Ordonnance du roi Louis-Philippe autorisant l'acceptation du legs à la ville de Montpellier : N° 10,850.  1° Du legs de tableaux et objets d'art estimés 150,620 francs, fait à la ville de Montpellier ( Hérault ) par M. Valedau.
- Bulletin des lois  n° 297, 25 juillet 1837p. 15, Ordonnance du roi Louis-Philippe autorisant l'acceptation du legs à la ville de Bièvre : n° 11,024 n° 44 Du legs d'une somme de 4,000 francs, fait aux pauvres de Bièvres (Seine-et-Oise) par M. Pascal Valedau;
- Bulletin des lois n° 304, 28 août 1837, p. 416,, Ordonnance du roi Louis-Philippe autorisant l'acceptation du legs à la ville de Paris : n° 11,117, 58° Du legs de 4,000 francs, fait aux pauvres du premier arrondissement de Paris ( Seine ) par M. Pascal Valedau;
- Catalogue des peintures et sculptures exposées dans les galeries du Musée Fabre de la ville de Montpellier, suivi d'une notice sur les principales œuvres d'art existant dans cette ville, en dehors du Musée, 8° édition, Montpellier, impr. de J. Martel aîné, 1879.
- Michel Hilaire,  Le Musée Fabre, Montpellier,Musées et Monuments de France, Fondation Paribas, Paris, 1997.